# Yūki Nogami
Yūki Nogami (野上 結貴 Nogami Yūki?, Tokio, 20 de abril de 1991) es un futbolista japonés que juega como defensa en el Nagoya Grampus.

## Trayectoria

### Clubes
| Club                | País  | Año       |
| ------------------- | ----- | --------- |
| Yokohama FC         | Japón | 2012-2016 |
| Sanfrecce Hiroshima | Japón | 2016-2022 |
| Nagoya Grampus      | Japón | 2023-     |

## Palmarés

### Títulos nacionales
| Título         | Club                | País  | Año  |
| -------------- | ------------------- | ----- | ---- |
| Copa J. League | Sanfrecce Hiroshima | Japón | 2022 |
| Copa J. League | Nagoya Grampus      | Japón | 2024 |